# Panicum bathiei
Panicum bathiei är en gräsart som beskrevs av Aimée Antoinette Camus. Panicum bathiei ingår i släktet vipphirser, och familjen gräs. Inga underarter finns listade i Catalogue of Life.